# Изчерпване на права
Изчерпването на права се отнася до едно от ограниченията на правата на интелектуална собственост. Веднъж след като един продукт (стока), защитен от права на интелектуална собственост, бъде пуснат на пазара (продаден) е бил от носителя на изключителното право или с негово съгласие, правата на интелектуална собственост за последваща търговска експлоатация над този продукт не могат да се упражняват вече от притежателя на изключителното право, тъй като са изчерпани. Понякога това ограничение се нарича и доктрина на първата продажба, тъй като правата за търговска експлоатация за даден продукт приключват с първата продажба на продукта. Освен ако не е посочено друго от закона, последващите действия на препродажба, отдаване под наем, заемане или друга търговска употреба от трета страна не могат да се контролират или оспорват от притежателя на изключителното право. Съществува сравнително широк консенсус, че тази доктрина за изчерпване на правата се прилага като минимум в рамките на националния пазар.
По-малък консенсус има относно това до каква степен продажбата (пускането на пазара) на продукт, защитен от права на интелектуална собственост, – в чужбина може да изчерпи правата на интелектуална собственост върху този продукт в контекста на националното законодателство. Въпросът става актуален в случаи на така наречения паралелен внос. Тъй като по презумпция притежателят на интелектуалните права няма договорна връзка с паралелния вносител, внесените продукти понякога се означават като продукти от сивия пазар, а в действителност това понякога е подвеждащо. В случаите на паралелен внос продуктите са оригинални, а само каналите за дистрибуция не се контролират от производителя/притежателя на интелектуалните права.

## Доктрина за изчерпване на правата
Под доктрина за изчерпване на правата се разбира, че първата продажба (първото пускане на пазара) от/или със съгласието на притежателя на изключителното право на закрилян продукт изчерпва правата за контрол на притежателя на изключителното право върху по-нататъшното разпространение на пазара на дадения продукт. Доктрината е тясно свързана с и понякога се комбинира с доктрината на т.нар. мълчалив лиценз.

## Изчерпване на права и търговски марки
Доктрината за изчерпване на права върху търговски марки защитава в известна степен и принципите за свободна търговия и свободно движение на стоки, тъй като създава ограничение за притежателя на определена търговска марка да контролира разпространението на стоки, защитени от тази марка прекратява се правото му да да контролира разпространение на стоки, първоначално пуснати от него или с негово съгласие на пазара). Ключов въпрос при прилагане на доктрината е въпроса за мястото (конкретната територия), на което настъпва изчерпването на правото.
Съществуват два основни подхода за уреждане на въпроса за мястото, в което настъпва изчерпването на правото – национален и международен.
При националното изчерпване правото на притежателя на търговската марка да контролира реализирането на стоките, носещи тази марка, се изчерпват след първата продажба извършена от притежателя на търговската марка или от упълномощеното от него лице в държавата, където марката е регистрирана. След това всеки друг търговец може да търгува със същите стоки.
При международно изчерпване първото пускане на стоката на пазара също изчерпва правото на контрол на собственика на марката върху реализирането на стоки с тази марка. За разлика от националното изчерпване като първо пускане на пазара в този случай се възприема първата продажба на стоката, носеща съответната марка, в която и да е държава, където съответната марка е регистрирана. Международното изчерпване ограничава контрола на притежателя на марката върху разпределението на стоките в известна степен.
Съществува и междинен подход – така нареченото Общностно изчерпване, или изчерпване на правата в Европейската общност. Изборът на типа (национален или международен) на изчерпването на права зависи изцяло от волята на законодателя на съответната държава. Отделните държави обикновено съобразяват вида на предпочетения тип (национален или международен) изчерпване с главните цели на националната си икономика.
Много държави от Азия са възприели именно международното изчерпване на правата върху търговската марка, което се обяснява и с факта, че икономиките на тези държави са ориентирани повече към износ на стоки. Европейския съюз като единен пазар е възприел режим на Общностно изчерпване, който може да се сравни с режима на международно изчерпване, действащо само между държавите от Европейската икономическа общност. Общностното изчерпване може да се сравни и с националното такова, поради това често се означава като междинен тип изчерпване на права. Общностното изчерпване обаче често се критикува, като се сочи, че Общностното изчерпване, съобразява единствено интересите на търговците от Общността, а не и с интересите на останалите търговци.